# Liste der Monuments historiques in Mandres-la-Côte
Die Liste der Monuments historiques in Mandres-la-Côte führt die Monuments historiques in der französischen Gemeinde Mandres-la-Côte auf.

## Liste der Objekte
| Bezeichnung               | Beschreibung                                                   | Standort                                       | Kennzeichnung | Schutzstatus | Datum | Bild |
| ------------------------- | -------------------------------------------------------------- | ---------------------------------------------- | ------------- | ------------ | ----- | ---- |
| Tabernakel                | Holz, farbig gefasst und vergoldet, 18. Jahrhundert            | in der Kirche Notre-Dame-en-sa-Nativité (Lage) | PM52000884    | Classé       | 1979  |      |
| Skulptur Madonna mit Kind | Stein, farbig gefasst und vergoldet, Ende des 15. Jahrhunderts | in der Kirche Notre-Dame-en-sa-Nativité (Lage) | PM52000883    | Classé       | 1963  |      |